# نيكولاس مورينو (لاعب كرة قدم)
نيكولاس مورينو (بالإسبانية: Nicolás Moreno)‏ هو لاعب كرة قدم أرجنتيني في مركز الدفاع، ولد في 14 يناير 1994 في فينادو تيورتو في الأرجنتين. لعب مع ديبورتيفو إسبانول.

## وصلات خارجية
- نيكولاس مورينو (لاعب كرة قدم) على موقع Soccerway.com (الإنجليزية)